# Apamauta lineolata
Apamauta lineolata là một loài bọ cánh cứng trong họ Cerambycidae.